# Petiga
Petiga is een bestuurslaag in het regentschap Tabanan van de provincie Bali, Indonesië. Petiga telt 1757 inwoners (volkstelling 2010).